# Eriborus cryptoides
Eriborus cryptoides là một loài tò vò trong họ Ichneumonidae.